# 절름발이 로테르
로타르(Lothar) 또는 로테르(Lothair, 847년/848년 - 866년 12월 14일)은 카롤링거 왕조 출신 프랑크 왕국의 왕족으로, 서프랑크의 대머리왕 샤를르 르 쇼브와 그의 왕비 오를레앙의 이르멘가르트의 아들로, 넷째 아이였다. 아키텐의 유아왕 샤를과 말더듬이왕 루이 2세, 카를로만의 동생이다. 별명은 무위자 로타르(Lothar The Lame) 또는 절름발이 로타르(Lothar le Boiteux)이다.
서프랑크의 브로스(Brosse) 출신으로, 태어날 때부터 절름발이 또는 신체적 장애를 갖고 있었다. 아버지 대머리왕 샤를르 르 쇼브는 그를 일찍이 가톨릭에 귀의하게 하여 861년 수도사로 보냈다. 이후의 행적은 잘 알려져있지 않으며, 생애 후반의 수년간 그는 몽티에르 엥 데흐 수도원(Montier-en-Der)의 원장과 오세르 생 제르맹 수도원(Saint-Germain of Auxerre, 후일의 생제르맹도세르(Saint-Germain-d'Auxerre) 수도원)의 원장을 지냈다. 866년 12월 14일에 후계자 없이 부르고뉴의 오세르에서 사망하였다.

## 가족 관계
- 아버지 대머리왕 샤를르 르 쇼브(823 - 877)
- 어머니 오를레앙의 이르멘가르트, 오를레앙 백작 오도의 딸
  - 형 카를로만(843 - 877)
  - 형 말더듬이왕 루이 2세(846 - 879)
  - 형 아키텐의 유아왕 샤를(846(?)/843(?) - 866)
- 계모 프로방스의 리첼다
  - 이복 여동생 로틸드
  - 이복 매제 우르수스의 시즈베르

## 같이 보기
- 대머리왕 샤를르 르 쇼브
- 카를로만
- 루이 2세
- 아키텐의 샤를

## 참고 자료
- Heidecker, Karl Josef (2010). The Divorce of Lothar II: Christian Marriage and Political Power in the Carolingian World. Translated by Guest, Tanis M. Cornell University Press.
- McKitterick, Rosamond (1999). The Frankish Kingdoms under the Carolingians. Pearson Education Limited.
- Carolus Calvus Francorum Rex, Patrologia Latina